# 3484 Neugebauer
3484 Neugebauer eller 1978 NE är en asteroid i huvudbältet som upptäcktes den 10 juli 1978 av de båda amerikanska astronomerna Eleanor F. Helin och E. M. Shoemaker vid Palomar-observatoriet. Den är uppkallad efter Otto E., Marcia och Gerry Neugebauer.
Asteroiden har en diameter på ungefär 6 kilometer och den tillhör asteroidgruppen Eunomia.